# Justus Georg Schottelius

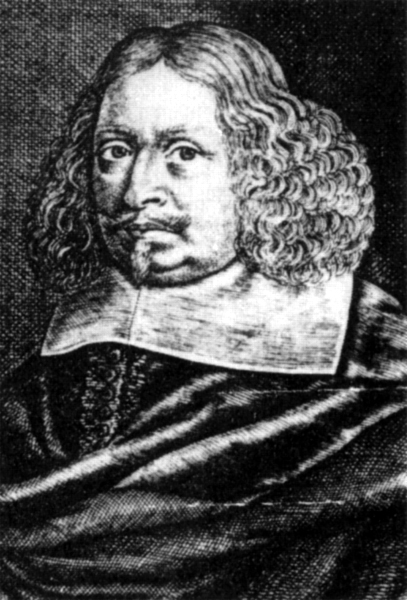
Justus Georg Schottelius

Justus Georg Schottel (latinisiert Justus-Georgius Schottelius; * 23. Juni 1612 in Einbeck; † 25. Oktober 1676 in Wolfenbüttel) war ein deutscher Dichter und Sprachgelehrter der Barockzeit.

## Leben

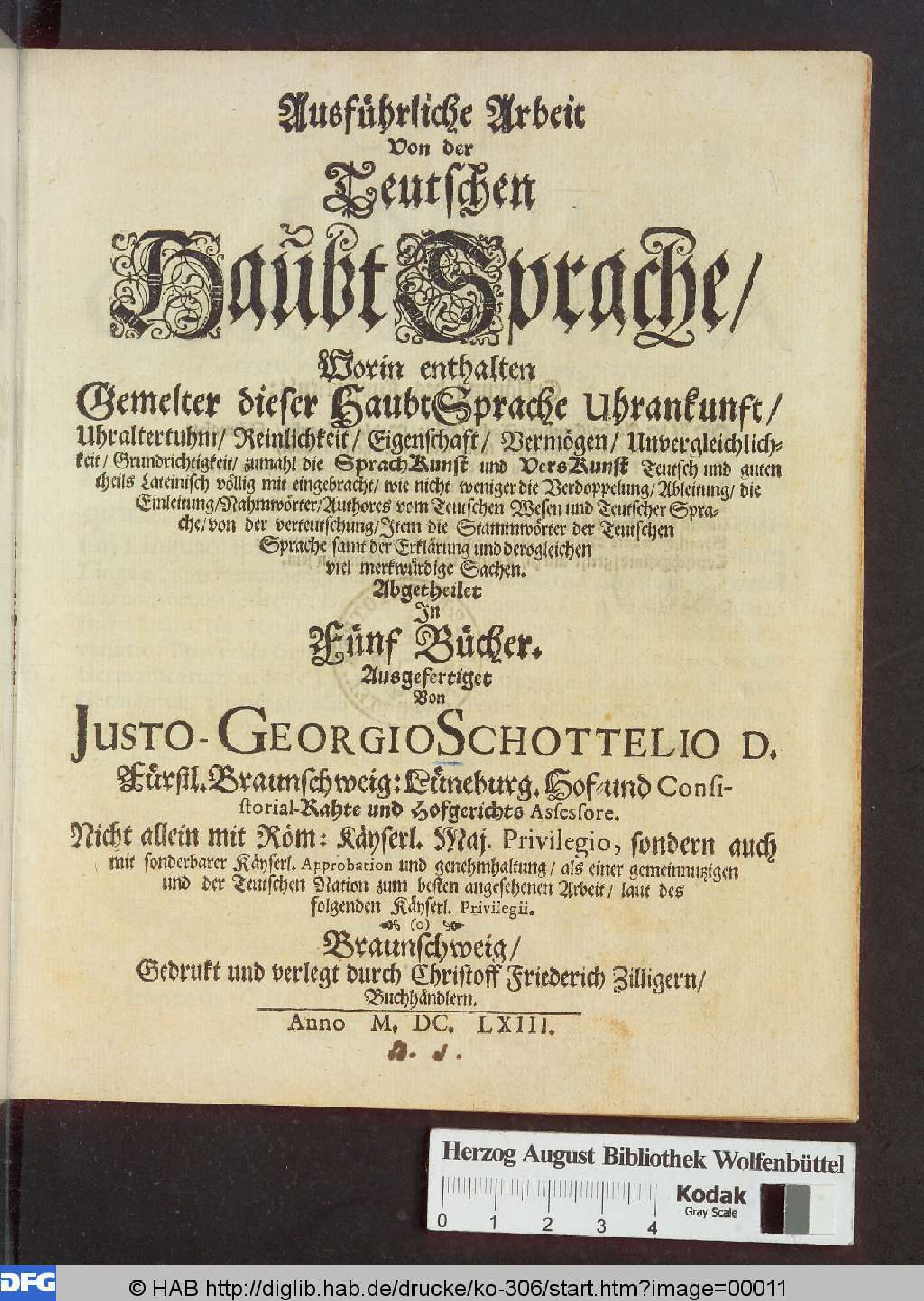
Ausführliche Arbeit Von der Teutschen HaubtSprache, 1663

Justus Georg war der Sohn des lutherischen Pfarrers Johannes Schottelius in Einbeck und dessen Ehefrau Margaretha, einer Tochter des Kaufmanns Hans Ilse. Seit 1618 besuchte er die Ratsschule zu Einbeck. Nach dem Tod des Vaters 1626 begann er eine Handwerker- oder Krämerlehre, die er nach kurzer Zeit abbrach.
Mit 17 Jahren verdiente er sich bereits seinen eigenen Lebensunterhalt durch Nachhilfestunden und Schreibarbeiten, um das Gymnasium Andreanum in Hildesheim  besuchen zu können. 1628 immatrikulierte er sich an der Universität Helmstedt. In den Jahren 1631 bis 1633 studierte Schottelius am von Joachim Jungius geleiteten Akademischen Gymnasium in Hamburg.
Anschließend wechselte Schottelius 1633 für zwei Jahre an die Universität Groningen. Am 11. Mai 1635 immatrikulierte er sich an der Universität Leiden und studierte dort bei den Professoren Daniel Heinsius und Petrus Cunaeus. Im Jahr darauf kehrte Schottelius nach Einbeck zurück und immatrikulierte sich am 11. Oktober 1636 an der Universität Wittenberg. Von dort flüchtete er 1638 vor den schwedischen Truppen.
In Braunschweig verdingte er sich 1638 als Hauslehrer bei der Familie von Hahn. Zu Ostern 1638 wurde Schottelius zum Präzeptor des Prinzen Anton Ulrich von Braunschweig-Lüneburg ernannt. Weitere Schüler waren dessen ältere Halbschwestern Sibylle Ursula und Clara Augusta sowie der jüngere Halbbruder Ferdinand Albrecht von Braunschweig-Lüneburg. In den Jahren 1645–1646 unterstützte der bekannte Dichter Sigmund von Birken Schottelius bei der Erziehung der jungen Fürstenkinder. Schottelius schrieb mindestens sechs Schauspiele für seine Schüler, welche von diesen auch aufgeführt wurden. Größtenteils komponierte Herzogin Sophie Elisabeth, die Gattin Herzog Augusts des Jüngeren, die Begleitmusik. Zu einem Stück stammt die Musik von Heinrich Schütz.
Während seiner Tätigkeit als Präzeptor und Hauslehrer promovierte Schottelius an der Universität Helmstedt zum Doctor beider Rechte. Als solcher wurde er 1642 zum Assessor am Hofgericht ernannt.
Während dieser Jahre bemühte sich Schottelius stets um die deutsche Sprache und griff engagiert in die Sprachdebatte seiner Zeit ein, auch wenn er in dauernder Konkurrenz zu Christian Gueintz und Fürst Ludwig I. von Anhalt-Köthen stand. Zweifellos nahm ihn der Fürst gerade deswegen am 25. September 1642 in die Fruchtbringende Gesellschaft auf. Gleichzeitig mit Schottelius wurde auch Franz Julius von dem Knesebeck aufgenommen.
Schottelius wurde der Gesellschaftsname der Suchende und das Motto reine Dünste gegeben. Als Emblem wurde ihm die Gemsenwurtzel oder Schwindelkraut (wahrscheinlich die Kriechende Gämswurz – Doronicum pardalianches L.) zugedacht. Schottelius’ Eintrag findet sich im Köthener Gesellschaftsbuch unter der Nr. 397. Dort ist auch das Reimgesetz verzeichnet, mit welchem er sich für die Aufnahme bedankt:
DIe Gemsenwurtzel wird auch Schwindelkraut genant,

Von Jägern die dem thier’ in bergen hoch nachsteigen:

Die reinen dünst’ ich such’, und mache sie bekant,

Die unsrer Deütschen Sprach’ in ihrer art seind eigen,

Recht auf dem grunde geh’, und drin bleib’ unverwand

Heiß Suchend, auch wil fort, was sich drin finde zeigen,

Zu bringen frucht, die wol dem Vaterlande nutzt,

Und mit der Deütschen Zung’ all’ andre frembde trutzt.
oder:
Die Gemsenwurzel wird auch Schwindelkraut genant,

Von Jägern die dem thier’ in bergen hoch nachsteigen:

Die reinen Dünst’ ich such’ und mache sie bekant,

Die unsrer Deutschen sprach’ in ihrer art seind eigen,

Recht auf dem grunde geh’, und drin bleib’ unverwand:

Heiß Suchend, auch wil fort, was sich drin finde zeigen,

Zu bringen frucht, die wol dem Vaterlande nutzt,j

Und mit der Deutschen Zung’ all’ andre frembde trutzt.
oder:
Die Gemsenwurzel wird auch Schwindelkraut genannt

Von Jägern die dem Thier in Bergen hoch nachsteigen:

Die reinen Dünst ich such und mache die bekannt,

Die unsrer deutschen Sprach in ihrer Art sind eigen,

Recht auf den Grunde geh und drin bleib unverwand:

Heiß suchend, auch wil fort, was ich drin finde zeigen,

Zu bringen Frucht, die wohl dem Vaterlande nutzt,

Und mit der deutschen Zung’ all’ andere fremde trutzt.
oder:
Der Gemsen Wurzel wird auch Schwindel-Kraut genennt,

Von Jägern, die dem Thier in Bergen hoch nachsteigen,

Die reinen Dünst ich such, und mache sie bekannt,

Die unsrer teutschen Sprach in ihrer Art sind eigen,

Recht auf den Grunde geh, und drinn bleib unverwandt,

Heiß, Suchend, will auch fort, was ich drinn finde, zeigen,

Zu bringen Frucht, die wohl dem Vatterlande nutzt,

Und mit der teutschen Zung all’ andre fremde trutzt.
Noch bis 1646 hatte Schottelius das Amt des Prinzenerziehers am Wolfenbütteler Hof inne. Anschließend wurde er als Hof- und Kammerrat auch mit administrativen Aufgaben betraut. Der Pegnesische Blumenorden von Georg Philipp Harsdörffer hatte ihn schon 1645 als sein zehntes Mitglied aufgenommen; er wurde unter dem Namen Fortano Mitglied. Mit dem zweiten Ordenspräsidenten Birken verband ihn eine langjährige, durch den noch erhaltenen Briefwechsel belegte Gelehrtenfreundschaft. Wahrscheinlich war Schottelius auch seit 1644 bereits Mitglied der Unio Christiana des Johann Valentin Andreae.

## Ehen und Nachkommen
Am 8. September 1646 heiratete Schottelius Anna Margaretha Eleonore Cleve, geb. 7. September 1625 in Braunschweig, Tochter des Canonicus Johann Cleve (gest. 1632) und der Catharina geb. Koch (gest. 1674), die aber schon am 6. September 1647 – wahrscheinlich im Kindbett – starb. Ihre Tochter Sophie Elisabeth, geb. 28. August 1647 in Wolfenbüttel, überlebte und heiratete später den Hofgerichtsassessor Johann Ludwig Behrens. Sie starb am 30. Juni 1691 in Braunschweig.
Am 12. Juni 1649 heiratete Schottelius Anna Maria Sobbe, geb. 23. Mai 1626 in Einbeck, gest. 17. November 1679 in Wolfenbüttel, Tochter des Juristen Thomas Sobbe (1590 – 1639) und der Anna Maria Raven (1600 – 1626). Aus dieser Ehe gingen drei Söhne und zwei Töchter hervor, die alle in Wolfenbüttel geboren wurden und von denen nur der älteste und der jüngste Sohn das Kindesalter überlebten:
Anton Albert (29. August 1651 – 11. April 1686), Kanonikus in Braunschweig, seine Witwe heiratete 1687 Johann Caspar von Völcker
Andreas Joachim (15. April 1655 – 17. Juli 1655)
Hedwig Elisabeth (11. Juni 1656 – 26. Juli 1656)
Juliana Maria (7. Oktober 1657 – 25. Dezember 1670)
Christoph (3. Juni 1659 – 19. Februar 1720) Hofgerichtsassessor und Amtsrat in Braunschweig, in zwei Linien Vorfahr des Schriftstellers Wilhelm Raabe (1831–1910)

## Werk
Schottelius’ wichtigstes und mit mehr als 1500 Seiten umfangreichstes Werk Ausführliche Arbeit - Von der Teutschen HaubtSprache (…) erschien 1663. Schottelius hat damit alle weiteren Bemühungen um die grammatische Beschreibung des Deutschen grundlegend beeinflusst. Die volkssprachlichen Dialekte des Mittelalters beschrieb er als barbarische Gebilde und stellt sie der Kunstsprache gegenüber. Die deutsche Sprache, die man bislang ihrem natürlichen Gang überlassen hatte, müsse als „zur werthaltung gerahtene HochTeutsche Sprache“ von Spezialisten, Schriftgelehrten und Dichtern konstruiert werden: „Die völlige grundrichtige Vorstellung und Ausarbeitung einer HaubtSprache ist ein mühsames, durch lange Zeit und viel Fleiß einzurichtendes Werck.“ Er beschreibt die Kultursprache als Symbolsystem, das anders als die überkommenen Dialekte als Kunstgebäude konstruiert werden muss. Nur mit einer so geplanten neuen Sprache, so Schottelius, könne  „Teutschland“ mit den anderen Nationen mithalten. Diese Kultursprache („HaubtSprache“) könne nicht mehr von der Mutter gelernt werden, sondern sie müsse in speziellen, allgemeinbildenden Schulen von Spezialisten gelehrt werden. Schottelius verband mit der neuen Sprache zivilisatorische Fortschritte: „Das einzige Band menschlicher Einigkeit, das Mittel zum Guten, zur Tugend und zur Seligkeit, und die höchste Zier des vernünftlichen Menschen sind die Sprachen“, schreibt er Schottelius. Deutsche Wörter für linguistische und grammatische Termini (z. B. „Einzahl“, „Mehrzahl“, „Stammform“) gehen auf Schottelius zurück.

## Werke (Auswahl)
- Lamentatio Germaniæ Exspirantis / Der nunmehr hinsterbenden Nymphen Germaniæ elendeste Todesklage. Braunschweig 1640 (Digitalisat)
- Teutsche Sprachkunst Darinn die Allerwortreichste/ Prächtigste/ reinlichste/ vollkommene/ Uhralte Hauptsprache der Teutschen auß ihren Gründen erhoben/ dero Eigenschafften und Kunststücke völliglich entdeckt/ und also in eine richtige Form der Kunst zum ersten mahle gebracht worden. Braunschweig 1641 (Nachdruck: Hildesheim 1976)
- Neu erfundenes Freuden-Spiel genandt Friedens-Sieg, Wolfenbüttel 1648 (Digitalisat)
- Fruchtbringender Lustgarte: voller Geistliche und Weltliche Neue erfindungen, Wolfenbüttel 1647 (Nachdruck: München 1967)
- Teutsche Vers- und Reimkunst, Lüneburg 1656 (Nachdruck: Hildesheim 1976)
- Ausführliche Arbeit Von der Teutschen HaubtSprache Worin enthalten Gemelter dieser HaubtSprache Uhrankunft/ Uhraltertuhm/ Reinlichkeit/ Eigenschaft/ Vermögen/ Unvergleichlichkeit/ Grundrichtigkeit/ zumahl die SprachKunst und VersKunst Teutsch und guten theils Lateinisch völlig mit eingebracht/ wie nicht weniger die Verdoppelung/ Ableitung/ die Einleitung/ Nahmwörter/ Authores vom Teutschen Wesen und Teutscher Sprache/ von der verteutschung/ Item die Stammwörter der Teutschen Sprache samt der Erklärung und derogleichen viel merkwürdige Sachen. Braunschweig 1663 (Digitalisat; Nachdruck: Tübingen 1967)
- Jesu Christi Nahmens Ehr, Wolfenbüttel 1666
- Ethica: die Sittenkunst oder Wollebenskunst. Wolfenbüttel 1669 (Nachdruck: Bern 1980)
- De singularibus quibusdam et antiquis In Germania Juribus et Observatis. Frankfurt am Main / Leipzig 1671
- Sonderbare Vorstellung von der ewigen Seeligkeit.  Braunschweig 1673
- Horrendum Bellum Grammaticale Teutonum antiquissimorum, Braunschweig 1673  (Digitalisat; Neuausgabe als Der schreckliche Sprachkrieg: Reclam, Leipzig 1991, ISBN 3-379-00721-8)